# Caryedes brasiliensis
Caryedes brasiliensis là một loài bọ cánh cứng trong họ Bruchidae. Loài này được Thunberg miêu tả khoa học năm 1816.

## Hình ảnh

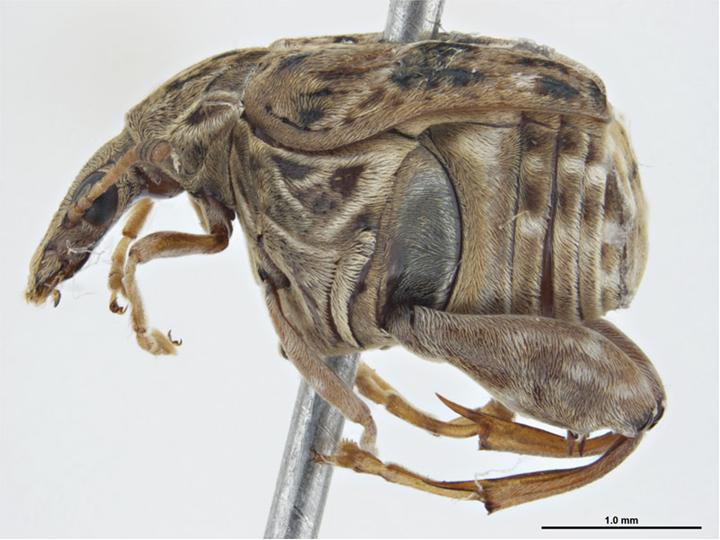